# Обара, Моника
Моника Обара (пол. Monika Obara; род. 21 февраля 1980, Люблин, Польская Народная Республика) — польская актриса театра и кино; лауреат ряда польских театральных премий.

## Биография
Моника Обара родилась в Люблине 21 февраля 1980 года. В 2004 году окончила актерский факультет кинематографической школы в Лодзи. В 2004—2005 годах служила в Польском театре в Быдгоще. С 2006 года служит в театре-студии им. Станислава Игнация Виткевича в Варшаве.
Известность к актрисе пришла уже в 2004 году после роли Евы Мюллер в телевизионном сериале «Л как любовь» (пол. M jak miłość). В том же году она была удостоена «Премии Малгожаты Бадовской» и приза зрительских симпатий на XXII фестивале театральных школ в Лодзи. В 2006 году получила «Варшавского Феликса» в номинации «Лучшая актриса второго плана» за роль Клариче в спектакле «Слуга двух господ» театра-студии им. Станислава Игнация Виткевича.
Начавшуюся карьеру прервала в 2007 году автомобильная катастрофа. Актриса села за руль нетрезвой и попала в аварию. Актриса признала свою ошибку, и после реабилитации, вернулась на сцену и в кинематограф.

## Фильмография
| Год  | Фильм                                                 | Режиссёр                          | Персонаж                             |
| ---- | ----------------------------------------------------- | --------------------------------- | ------------------------------------ |
| 1997 | «Клан» пол. Klan                                      |                                   | пациента гинекологического отделения |
| 2002 | «Сама жизнь» пол. Samo Życie                          |                                   | официантка                           |
| 2003 | «Случилось сегодня» пол. Sprawa na dziś               | Николай Харемский                 | специалист в кооперативе             |
| 2004 | «Л как любовь» пол. M jak miłość                      |                                   | Ева Мюллер                           |
| 2005 | «Пара людей, мало времени» пол. Parę osób, mały czas  | Анджей Бараньский                 | Аня                                  |
| 2005 | «Ода к радости» пол. Oda do radości                   | Анна Казеяк-Давид                 | Кинга                                |
| 2005 | «Клиника одиноких сердец» пол. Klinika samotnych serc | Мацей Дейчер Лешек Войцевич       | Алинка                               |
| 2010 | «Отель 52» пол. Hotel 52                              | Михал Квичинский Гжегож Кучеришка | стюардесса Сара                      |
| 2010 | «Шпильки на Гевонте» пол. Szpilki na Giewoncie        | Роберт Вихровский Филип Зиблер    | женщина с ребёнком                   |
| 2010 | «Спасатели» пол. Ratownicy                            | Марцин Врона                      | Ивонна                               |
| 2010 | «Губы в губы» пол. Usta usta                          |                                   | проститутка Никола                   |
| 2011 | «Совместно» пол. Na Wspólnej                          |                                   | Ада                                  |
| 2013 | «Право Агаты» пол. Prawo Agaty                        |                                   | мать                                 |
| 2015 | «Девушки из Львова» пол. Dziewczyny ze Lwowa          |                                   | сестра Игоря                         |